# 希望の大地
『希望の大地』 (Good Soil) は、2007年のアメリカ映画。主演は、小山田真。2007年11月3日にアメリカで劇場公開。

## ストーリー
鉄砲伝来から七年目の1549年、ポルトガル船がまた種子島にやって来た。フランシスコ・ザビエルを中心とするローマン・カトリックの宣教師達である。彼らは世界布教の一環として日本にイエズス会の教えを広めに来たのだが、次々と神の教えに心を寄せ、洗礼を受けていく民衆の中に武士達の姿もあった。その事に危惧を抱いた大名達は、『異教徒に魂を売る者達』と決めつけ、弾圧に乗り出す。しかし、その厳しい弾圧の中で、新しい信仰心を支えとして真っ向から立ち向かった一人の男がいた。それこそが、後の天草四郎の父甚平だった。

## キャスト
- 甚平：小山田真
- ミチジロウ：安藤義紀
- イワナガ：アツシ・ヒラタ
- ツノヤス：ユタカ・タケウチ
- 神父：クレッグ・レイド
- オツ：カズミ・ザトキン
- 四郎：マック・バンチ
- キヌ：クリスティン・シマハラ
- 大名：テック・ナカムラ
- アテンダント：ユージ・トネ

## スタッフ
- 監督：クレッグ・シマバラ
- 製作総指揮:

クレッグ・シマバラ
- プロデューサー：ケン・ナカタ
- 協力プロヂューサー：ロビン・ヨシナガ
- ラインプロヂューサー：ユミコ・フクモト、クニオ・ノザワ
- 脚本：クレッグ・シマハラ
- アクション監督：クレッグ・リード
- 制作：シンカ・ピクチャーズ、エンドランス・プロダクションズ